# Vulpiella
Vulpiella là một chi thực vật có hoa trong họ Hòa thảo (Poaceae).

## Loài
Chi Vulpiella gồm các loài: